# Copreno
Copreno (Convren in dialetto brianzolo, AFI: [kũˈvrẽː]) è una frazione del comune di Lentate sul Seveso, in provincia di Monza e Brianza, popolata da quasi 3 000 abitanti.
Gli edifici principali sono le ville Avogadro, Beccaria Bonesana, Clerici con i loro parchi, e le chiese di S. Alessandro, san Mauro abate, san Francesco Saverio. In quest'ultimo edificio è sepolto il cav. Giorgio Clerici di Cavenago, membro del comitato di guerra delle 5 giornate di Milano, amico di Carlo Cattaneo.
Copreno è anche ricordato come luogo di villeggiatura frequentato da Alessandro Manzoni. Il cugino di Manzoni, Giacomo Beccaria, era proprietario del palazzo Beccaria Bonesana, prospiciente la piazza del borgo. L'edificio fu ricostruito tra settecento e ottocento, inglobando fabbricati precedenti, appartenuti ai nobili Porro. A Copreno soggiornò anche il maestro Arturo Toscanini, ospite della cantante lirica Maria Farneti. Quest'ultima, con il marito avvocato Luigi Riboldi, impresario teatrale del lirico di Milano, aveva acquistato villa Clerici, dai Ginami de Licini.
In tempi relativamente recenti è stato costruito il nuovo complesso parrocchiale, che comprende la chiesa di santa Maria e san Giuseppe. La festa del paese cade la domenica più vicina al 15 gennaio, giorno di San Mauro abate.
Parrocchia e antico comune della Provincia di Milano, con Regio Decreto del 9 febbraio 1869 fu soppresso ed aggregato a Lentate sul Seveso, come peraltro era già avvenuto in età napoleonica per un breve periodo: dapprima infatti, nel 1809 il borgo era stato unito a Lazzate, ma quando nel 1811 anche quest'ultimo comune fu soppresso per essere annesso a Lentate, Copreno ne seguì le sorti.